# Giuseppe De Matthaeis
Giuseppe De Matthaeis (* 23. Mai 1777 in Frosinone; † 8. September 1857 in Rom) war ein italienischer Chirurg.

## Biografie
Zuerst war er Arzt am Krankenhaus von Santo Spirito in Sassia, bis er schließlich zum Päpstlichen Archiater wurde. Er war Professor der Medizinischen Klinik an der Universität Rom, der erste Inhaber dieses Lehrstuhls nach seiner Gründung in Rom im Jahr 1815 und Mitglied der Accademia dell’Archeologia Romana (Accademia Nazionale dei Lincei). De Matthaeis war Autor mehrerer akademischer Dissertationen über Geschichte und Chirurgie sowie eines Aufsatzes über die Wirksamkeit von Arzneimitteln. Besonders bekannt ist er weil er die Verwendung von Chinin, insbesondere Pitaya (Hylocereus undatus), zur Behandlung von Fieber entdeckt und unter seinen Zeitgenossen verbreitet hat. De Matthaeis war unter seinen Zeitgenossen sehr bekannt und hatte unter seinen Schülern die Chirurgen Francesco Puccinotti und Benedetto Viale Prelà, zuerst als Assistent und dann von De Matthaeis selbst im Jahr 1852 als Nachfolger ernannt. In Rom war er ein Impfponier und führte dessen Vorteile in der Stadt, ähnlich wie Luigi Sacco in Mailand, in einer Kommission unter dem Vorsitz von Tommaso Prelà ein.
Er beschäftige sich auch mit der Geschichte seiner Heimatstadt, Archäologie und Medizingeschichte.
Sein Grab befindet sich in einer Kapelle in der Kirche San Lorenzo in Lucina in Rom zu sehen. Die Stadt Rom hat eine Straße nach ihm benannt.

## Veröffentlichungen
- Sull’origine de’numeri romani dissertazione, Accademia d’Archeologia Romana, Vol. 1. 1818.
- Saggio istorico sull’antichissima città di Frosinone nella campagna di Roma di GDMF [Giuseppe De Matthaeis]. Nella stamperia de Romanis, 1816.
- Sul culto reso dagli antichi romani alla dea Febbre, Accademia d’Archeologia Romana, 1814.
- Sulle infermerie degli antichi e loro differenza dai moderni, Accademia d’Archeologia Romana, 1829.
- Analisi della virtù de’ medicamenti, ossia esame critico del valore attribuito da’ medici ai materiali ch’essi sogliono impiegare nel combattere le malattie, Stampato presso Francesco Bourlié, Rom, 1810.
- Ratio Instituti Clinici Romani, Typis de Romanis, Rom, 1816.
- Ueber den Chinastoff und einige andere neuere Mittel, Efemer.lett. di Roma 1822, Fasc. 23, Rom.